# Lolly (cantante)
Lolly, pseudonimo di Anna Shantha Kumble (Sutton Coldfield, 22 giugno 1977), è una cantante britannica.

## Biografia
Nata da padre indiano e da madre inglese, Lolly ha iniziato a lavorare come modella, prima di sbarcare nella scena musicale britannica nel 1999 con il suo singolo di debutto Viva la radio, che ha raggiunto la 6ª posizione della Official Singles Chart. Il suo singolo successivo, Mickey (una cover del successo anni '80 di Toni Basil), è diventato il suo più grande successo: ha raggiunto il 4º posto in classifica e ha ottenuto un disco d'argento dalla British Phonographic Industry, che certifica più di 200 000 copie vendute a livello nazionale. I due singoli sono contenuti nell'album di debutto My First Album, disco d'oro nel Regno Unito con più di 100.000 vendite. L'anno successivo è uscito il secondo album di Lolly, Pick 'n' Mix. In totale ha piazzato cinque singoli nella top 15 della classifica britannica.
Oltre alla sua attività di cantante, Lolly ha anche recitato in varie pantomime, la prima delle quali nel 2002 al Theatre Royal di Brighton, dove ha interpretato Campanellino in Peter Pan.

## Discografia

### Album in studio
- 1999 – My First Album
- 2000 – Pick 'n' Mix

### Singoli
- 1999 – Viva la radio
- 1999 – Mickey
- 1999 – Big Boys Don't Cry/ Rockin' Robin
- 2000 – Per sempre amore
- 2000 – Girls Just Want to Have Fun
- 2018 – Stay Young and Beautiful